# Nomorhamphus australis
Nomorhamphus australis är en fiskart som beskrevs av Brembach, 1991. Nomorhamphus australis ingår i släktet Nomorhamphus och familjen Hemiramphidae. Inga underarter finns listade i Catalogue of Life.